# Bernardin Gantin
Bernardin Gantin (født 8. maj 1922 i Toffo nær Cotonou i Benin, død 13. maj 2008 i Paris) var en af Den katolske kirkes kardinaler, tidligere prefekt for kongressione for biskopperne (1984-1998), tidligere dekanus for kardinalkollegiet (1993-2002), og tidligere Ærkebiskop af Cotonou (1960-1971).
Han blev gjort til kardinal af pave Paul VI i 1977.